# Echeveria pendulosa
Echeveria pendulosa är en fetbladsväxtart som beskrevs av M. Kimnach och C. Uhl. Echeveria pendulosa ingår i släktet Echeveria och familjen fetbladsväxter. Inga underarter finns listade i Catalogue of Life.